# Brañalibrel
Brañalibrel (en asturiano: Brañallibrel y oficialmente) es una aldea perteneciente a la parroquia de Rozadas, en el concejo de Boal, comarca de Eo-Navia, Principado de Asturias, España.
Cuenta con una población de 21 habitantes (INE, 2013), y se encuentra a unos 650 m de altura sobre el nivel del mar. Dista aproximadamente 12 km de la capital del concejo, tomando desde ésta la carretera AS-22 en dirección a Vegadeo, desviándose a la izquierda en El Gumio, por la carretera en dirección hacia La Garganta, y luego, tras unos 3 km, a la derecha por una pista asfaltada durante unos 2 km más.